# Tukulti-apil-Ešarra I.

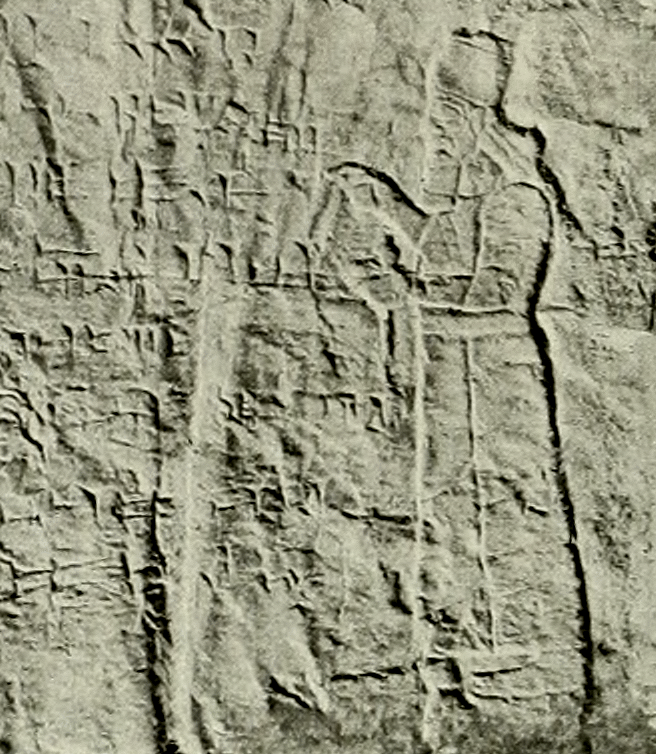
Tukulti-apil-ešarra I. als Teil eines Steinreliefs im Tigristunnel. Die Keilschrift identifiziert ihn als Tukultī-apil-Ešarra König von Assyrien, Sohn des Ashur-resh-ishi König von Assyrien, Sohn des Mutakkil-Nusku König von Assyrien

Tukulti-apil-Ešarra I. (auch Tukultī-apal-ešarra, Tukulti-apil-escharra, Tukulti-apil-esarra) oder Tiglat-Pileser I., in Analogie zum biblischen Namen des etwa vierhundert Jahre später regierenden Tukulti-apil-Ešarra III., war König des Assyrischen Reiches in den Jahren von 1114 bis 1076 v. Chr. Der Historiker Georges Roux betrachtet ihn als „einen von zwei oder drei großen assyrischen Monarchen nach der Zeit des Šamši-Adad“.

## Name
Sein akkadischer Name bedeutet: „Mein Vertrauen ruht auf dem Erbsohn des Ešarra“. Der Name wird als politisch besonders ambitioniert angesehen. Ešarra bezeichnet den Haupttempel in Aššur. Unter Erbsohn von Ešarra ist die Gottheit Ninurta zu verstehen, der Sohn des Stadt- und Staatsgottes Aššur. Seit Tukulti-Ninurta I., der etwa hundert Jahre zuvor diese Gottheit als erster in seinen assyrischen Königsnamen aufgenommen hat, gilt Ninurta gleich nach Aššur und zuweilen neben Nergal als Gott, der den König erwählen oder stürzen kann. In Inschriften werden Aššur und Ninurta als Patrone des Tukulti-apil-Ešarra I. im Krieg und bei der Jagd genannt. Ninurta verleiht dem König ein kämpferisches Wesen, das ihn im Krieg und auf der Jagd unfehlbar macht.

## Feldzüge
Tukulti-apil-Ešarra war der Sohn und Nachfolger von Aššur-reš-iši I. Von Beginn an verfolgte er eine konsequente Expansionspolitik. Ein erster Feldzug richtete sich gegen die Muški (siehe: Schlacht am Berg Kaschiari), die assyrisches Gebiet am oberen Euphrat besetzt hatten; dann überrannte Tukulti-apil-ešarra Kommagene und vertrieb die Hethiter (bzw. deren Nachfolger) aus der Gegend von Subartu nordöstlich von Malatya.
In seinem dritten Regierungsjahr drangen die Assyrer bis in die Berge südlich des Vansees vor. Der Feldzug ist auf einem Tonprisma aus Aššur beschrieben. In einer Inschrift in Yoncalı, am westlichen Ende der Ebene von Bulanık-Malazgirt, feiert Tukulti-apil-Ešarra seinen Sieg über die 23 Könige der Nairi-Länder. Die Inschrift nennt ihn den Eroberer der Nairi-Länder, von Tumme bis Daiaeni. Charles Burney nimmt an, dass die Schlacht unweit von der Inschrift, also in der Malazgirt-Ebene, stattfand. Danach verfolgte Tukulti-apil-Ešarra den geschlagenen Feind zum Oberen Meer, vermutlich den Vansee. Anschließend wandte er seine Truppen westwärts, um Malatya zu unterwerfen.
Im fünften Jahr seiner Herrschaft griff Tukulti-apil-Ešarra Kummanni in Kappadokien an und ließ eine Festung errichten, mit der er seine Eroberungen in Kilikien sicherte. Dort fand man eine Kupfertafel, auf der er seine Siege festgehalten hatte. Dann griff er die Aramäer in Syrien an und stieß dreimal bis an die Quellen des Tigris und in das Land Nairi vor. Den Handelsweg zum Mittelmeer sicherte er durch die Einnahme der Stadt Pitru am Euphrat. Schließlich stieß er bis nach Byblos, Sidon und Arwad vor, von wo er eine Schiffsreise auf das Mittelmeer unternahm.
Tukulti-apil-ešarra konnte auch Babylon einnehmen und seinen Herrschaftsbereich somit bis zum Persischen Golf ausdehnen. Jedoch konnte der babylonische König Nebukadnezar I. kurze Zeit später wieder die Unabhängigkeit für Babylonien erreichen.
Tukulti-apil-Ešarra zog nach der Schlacht am Berg Kaschiari 1114 v. Chr. auch gegen das Land Katmuḫḫi und deportierte die Familie eines hurritischen Herrschers namens Kili-Teššup/Irrupi, Sohn von Kali-Teššup, König der Qurhi, zusammen mit dessen Kriegern und Anhängern und nahm Šereše (unidentifizierte Stadt) ein. Am Ende seiner Regierungszeit (um 1082/81) berichtet eine fragmentarische Chronik von Hungersnöten und Problemen mit aramäischen Stämmen. Die Darstellung am Löwentor von Arslantepe, auf der Teššub und ein Begleiter gegen den Drachen Illujanka kämpft, dürfte die mythologische Überlieferung dieser schwelenden Konflikte sein.

## Bauten

### Tempel
Tukulti-apil-Ešarra wird der Bau bzw. die Wiederherstellung mehrerer Tempel in Assur zugeschrieben. Er erbeutete im Libanon Zedernstämme, die er für den Anu-Adad-Tempel in Assur hinwegtragen ließ.

### Paläste
Tukulti-apil-Ešarra ließ einen neuen Palast in Aššur errichten. Collins vermutet in der Konstruktion mit Basalt- und Kalkstein-Orthostatenreliefs syrischen Einfluss und verweist auf den Palast in Ebla. Auch Alabaster fand für Orthostaten Verwendung. Nach Schriftzeugnissen ließ Tukulti-apil-Ešarra an den Palasttüren Wächterfiguren aus Basalt errichten, nach Collins ebenfalls eine syrische Tradition. Darunter befanden sich nahiru (Seepferde) und burḫiš-Rinder, manchmal als Yak gedeutet.
Die Balken für seinen Palast wurden im Libanon gefertigt. Ini-Teššub, König von Ḫatti, musste Balken aus dem Amanus als Tribut bringen. Für den „Palast der Waffen“ fand unter anderem erbeutetes Buchsbaumholz Verwendung.

### Gärten
Tukulti-apil-Ešarra legte auch Palastgärten an, in denen unter anderem exotische Pflanzen wuchsen.
Es ist nicht sicher, ob der König so das Ausmaß seiner Herrschaft dokumentieren wollte, oder ob hier versucht wurde, Pflanzen mit ökonomischer Bedeutung in Assyrien heimisch zu machen. Überliefert sind unter anderem:
- taskarinnu, Buchsbaum
- allakaniš, Eiche aus  Kaniš
- erēnu, Zedern
- eine Art Obstbaum

## Bibliothek
Aus Rückschlüssen nehmen Wissenschaftler an, dass Tukulti-apil-Ešarra der erste namentlich erwähnte Gründer einer Bibliothek im Altertum ist. Im Tempel für Aššur fand man mehrere Tontafeln, die zusammengehörten und Teile einer Bibliothek waren. Wahrscheinlich gründete Tukulti-apil-Ešarra diese noch während seiner Zeit als Kronprinz.
Die Tontafeln waren nur ein Teil der Bibliothek und decken mehr als 100 verschiedene Beiträge ab. Der größte Anteil behandelt Omen, die Bestimmung von Sternen und anderen Himmelskörper, Beschreibungen von heiligen Tieren und Naturereignissen. Es folgen Listen von Wörtern, Pflanzen, Bäumen, Tieren, Göttern und Örtlichkeiten. Sogar ein Katalog von Musikkompositionen mit ihren Instrumenten ist darin enthalten wie zum Beispiel die Einträge „Lied zur Schilfrohrflöte auf Sumerisch“ und „Drei Rezitationen zur Pfeife in semitischer Sprache“ zeigen.

## Nachfolger
Nach seinem Tod wurde Ašared-apil-ekur König; auch zwei weitere Söhne wurden später assyrische Könige. Er war der Vater von Šamši-Adad IV.

## Eponymenbeamte
- Aplīja
- Aššur-kettī-šēsi
- Aššur-zera-iddina
- Gadi'u
- Kidin-Aššur
- Ninurta-aha-iddina
- Sahhutu
- Taklāk-ana-Aššur
- Tukultī-apil-Ešarra